# Kog
En kog er et med diger beskyttet marsklandskab ved Nordsøen. Koge findes både i Danmark, Tyskland og i Nederlandene, hvor de kaldes polder. Ordet kog er et låneord fra det nordfrisiske sprog.
Kogene dannes ved inddigning eller inddæmning af lavvandsområder. Det inddæmmede areal tørlægges derefter ved afvanding, således at det nydvundne land kan dyrkes og eventuelt bebygges. Da det inddæmmede land ligger under havnivauet, må området hele tiden afvandes ved hjælp af kanaler (priler) og pumper. Denne form for landvinding blev i 1700-tallet fremmet ved hjælp af kongelige og hertuglige oktrojer (privilegiebrev) til investorer og interessentselskaber, som anlagde nye koge. Disse koncessioner gav kogene blandt andet selvstændig forvaltning og skattefrihed i en længere periode. Kogene blev styret af interessentselskaber, der både stod for selve inddigningen og siden for digernes vedligeholdelse og afvanding. De større landejere i kogene valgte en kogsinspektør, som overtog de administrative og juridiske funktioner. De oktrojerede koge dannede selvstændige administrative enheder og var indtil 1853/54 ikke underlagt amt- og herredsinddelingen. De ikke-oktrojerede koge forblev derimod som faste dele af de tilsvarende amter og herreder. 

## Inddigede koge i Sønderjylland

### Tøndermarsken
I Tøndermarsken er følgende koge:
Møgeltønder kog (1556)
Højer kog (1556)
Ubjerg kog (1556)
Rudbøl gaden (1556)
Gudskogen (1567)
Brunodde kog (1617)
Gl. Frederiks kog (1692)
Rudbøl kog (1715)
Ny Frederiks kog (1861)

### LandskabetEjdersted
Den ældste frisiske bebyggelse i landskabet Ejdersted synes at være sket på stormflodssikrede værfter spredt ud over området, og de tidligste forsøg på inddigninger synes at være skete i umiddelbar tilknytning hertil for at muliggøre dyrkningen af brødkorn. Gradvist blev kogene indbyrdes forbundne ved nye inddigninger, hvorved landet fik en mere sluttet form, og de tidligere talrige afløbsskår og -render, der havde gennemskåret området, blev afskårede. Tilbage blev Heverstrøm med afløb mod nord, Eiderstrøm med afløb mod syd. Kogene indebar en usikker landvinding, og med tiden forsvandt flere sogne: Barnekemoor, Gammel Tetenbøl, Rembøl, Offenbøl, Ivenfleth, Marne, Syderhoved og Alversum.

#### Oktrojerede koge
I sin Danmarksbeskrivelse skriver Jonge om oktrojerede koge:
"De oktroyerede Koge ere alle blevne inddigede i de nyere Tider, og især Aar 1631. Det Ord Oktroy er et nederlandsk Ord, og betyder et af den høie Øvrighed meddeelt Frihedsbrev. Disse Koge ere ogsaa virkelig blevne forsynede med besynderlige Privilegier, fornemmelig for den Aarsags Skyld, eftersom deres Inddigning var underkastet overmaade store Bekostninger og megen Fare.
 Dog nyde ikke alle oktroyerede Koge lige Rettigheder og Fordele; men de Fleste have dog fornemmelig følgende Herligheder og Privilegier:
1) At de have deres egen Inspektor, som udvælges og bestilles af Hovedparticipanterne, saa og deres egen Jurisdiktion i borgerlige, piinlige og Politiesager;
2) At de have deres eyderstedtske eller nordstrandske Landret;
3) At Hovedparticipanten har Patronatret til de i disse Koge opbygte Kirker;
4) At de have Jagt og Fiskerie;
5) At Participanterne maae anlegge Veir- og Hestemøller;
6) At de maae drive Haandværker, Kiøbmandskab og anden Næring, uden at skulle betale noget Paalæg deraf;
7) At de, foruden aarlig at betale en halv Rigsdaler af hver Demat frugtbart Land, hvorunder dog ikke bliver regnet Diger, Veie, Stier, Siler. Sluser, Vand og Grøfter, ere befriede fra Indqvartering og alle ordentlige og overordentlige Paalæg i Krigs- og Fredstider, saavelsom og frie for Forlovspenge.
Grunden og Jordbunden er ei lige god overalt i alle oktroyerede Koge; dog bestaaer den paa de fleste Steder af fortreffelig og overmaade frugtbart Marskland, hvorpaa saaes og rigelig høstes Hvede, Vinter- og Sommerbyg, Rabsaat, Ærter og Bønner. Desuden tiener Marsklandet fornemmelig til Græsning for de jydske Stude, som her græsses og blive giorte fede."
I Ejdersted er gennem tiderne inddiget følgende koge (år i parentes):
Skt. Johanneskog (987)
Tetenbøl kirkekog (995)
Tetenbøl østerkog (1000)
Schockenbøl kog (1008)
Marnekog (1100)
Tating gamle kog (1185)
Tating mellemste kog (1190)
Jabbenkog (1203)
Drandersum (1210)
Tating burkog (1212)
Vatkog (1235)
Kornkog (1242)
Badenkog (1250)
Gamle Harblekkog (1252)
Valsbølkog (1255)
Vesterhever østerkog (1262)
Tetenbøl marskkog (1275)
Østerhever kog (1280)
Gammel- eller Drøgekog (1285)
Gruden kog (1285)
Reinsbøl kog (1325)
Risbøl kog (1371)
Haimoor kog (1393)
Dingsbøl kog (1400)
Hever kog (1437)
Holm kog (1456)
Vester Offenbøl kog (1470)
Adenbøl kog (1475)
Damkog (1489)
Peterskog (1515)
Øster Offenbøl kog (1529)
Legelichheitkog (1554)
Gammel nykog (1560)
Obbenskog (1564)
Herrenhallig (1570)
Adolfskog (1579)
Siversfleth kog (1610)
Fresenkog (1611)
Gammel Augustekog (1611)
Ny Harblekkog (1612)
Søndre Frederikskog (1613)
Efterkog (1614)
Waterkog (1617)
Johan Adolfskog (1624)
Trelandskog (1627)
Schwenkenkog (1631)
Grothusen Kog (1693)
Nørre Frederikskog (1696)
Ny Augustekog (1698)
Wilhelminekog (1821)
Syderheverkog (1862)
For Byttelkog, Oldefeld kog, Nordendekog, Mimhusenkog, Junkenkog, Iversbøl kog, Garding Nordmark, Garding sydmark, Møllekogen ved Follervig, Garding kirkekog, Vesterheverkog og Agteresingkog findes ingen oplysninger.

### Det tidligereNordstrand
Elisabeth-Sophie Kog
Alter Koog
Osterkoog
Trendermarschkoog
Neukoog
Morsumkoog
Pohns Hallig Kog
Koge i Reußenkogene
Cecilie Kog
Desmercieres Kog
Louisen-Reußen-Kog
Reussenkog
Sönke-Nissen-Kog
Sophie-Magdalenen-Kog

## Holstenske koge

### Koge iKreis Dithmarschen
Christianskoog
Delver Koog
Dieksanderkoog (tidligere Adolf-Hitler-Koog)
Friedrichsgabekoog
Friedrichskoog
Hedwigenkoog
Kaiser-Wilhelm-Koog
Karolinenkoog
Kronprinzenkoog
Neufelderkoog
Preiler Koog
Speicherkoog i Meldorfer Bucht
Wesselburenerkoog
Westerkoog

### Koge iKreis Pinneberg
Hetlinger Neuerkoog